# Serafín Marín
Serafín Serrano Marín (Moncada y Reixach, Barcelona, 5 de mayo de 1983), anunciado como Serafín Marín, es un torero español que está inscrito dentro del Registro de Profesionales Taurinos, dependiente del Ministerio de Cultura, con el número 4054. Defensor de la tauromaquia en Cataluña, ha sido el último torero en salir por la puerta grande y lograr el indulto de un toro en la Monumental de Barcelona. 

## Biografía
Tras haberse iniciado en la profesión en la escuela taurina de Cataluña, debutó con caballos el 10 de febrero de 2001, en Recas, compartiendo cartel con José Manuel Piña y Jarocho. 
Tomó la alternativa como matador de toros el 4 de agosto de 2002 en la Plaza de toros de Barcelona, anunciándose junto a José Pacheco El Califa  y Alfonso Romero, con toros de la ganadería Villamarta, saliendo por la puerta grande de la Monumental. Confirmó la alternativa en la plaza de toros de Madrid lidiando toros del hierro de Martín Lorca, junto a Curro Vivas e Iván Vicente. Ese año se hizo hueco en la Feria de San Isidro, anunciándose la tarde del 13 de mayo con una corrida de Sepúlveda, junto a Rafael de Julia e Iván de Vicente y donde consiguió cortar una oreja al último de la tarde. A lo largo de los siguientes años se presentó en Quito, Bogotá y Plaza México. El 4 de febrero de 2007 sufrió una grave cornada en Ajalvir (Madrid), con una "herida perforante en el hemitórax derecho de pronóstico muy grave" y que le rozó la vena aorta y el corazón.
En 2010, en señal de adhesión a la protesta del mundo del toro contra la propuesta de ilegalización de la tauromaquia promovida por el Gobierno de la Generalidad realizó el paseíllo en la Monumental de Barcelona y en Las Ventas de Madrid con una barretina en vez de montera y con la señera como capote de paseo. Tras la prohibición de abolición de las corridas en Cataluña en el 28 de julio de 2010, con ocasión la Feria de la Meced en la Monumental de Barcelona, el 26 de septiembre de 2010 actuó junto a Manuel Jesús El Cid y Francisco Rivera Paquirri. Indultó al toro Timonel, número 69, de 523 kilos, de la ganadería de Jandilla. Salió por la puerta grande, a hombros de Luis Corrales, presidente de la plataforma para la Defensa de la Fiesta, junto a los políticos catalanes Rafael Luna, del Partido Popular, y Albert Rivera, de Ciudadanos, que habían acudido a la corrida en apoyo a los aficionados ante la prohibición de los toros en Cataluña. En la calle los aficionados expresaron su apoyo a la tauromaquia coreándose consignas como «libertad» y mostrando pancartas en las que podía leerse el eslogan «llibertat per la nostra cultura» ('libertad para nuestra cultura'). Fue el último indulto y la última salida a hombros de la plaza, en la que no se celebran festejos taurinos desde 2011.
El diestro barcelonés expresó en 2010 su apoyo abierto a la formación política de Ciudadanos-Partido de la Ciudadanía, a quien acompañó en la presentación de la campaña electoral de los comicios autonómicos de 2010; participando en el acto celebrado en Barcelona, en el Teatro Romea, junto a otras personalidades de la sociedad catalana como Mikel Buesa, Francesc de Carreras o Juan Carlos Girauta. En octubre de 2016 Tribunal Constitucional anuló la ley catalana (Ley 28/2010) que prohibía las corridas de toros por invadir las competencias del Estado en materia de cultura. La sentencia fue recibida por la Generalidad con indiferencia y por el empresario de la Monumental con prudencia debido al convulso escenario político y social catalán.
En 2019 se vinculó a Vox, que comparte su postura acerca de la tauromaquia. Serafín Marín acudió a las elecciones generales de España abril de 2019 como número tres de Vox por Barcelona, junto a Ignacio Garriga y Juan José Aizcorbe. El partido, que obtuvo 24 escaños en dichas elecciones, no obtuvo representación parlamentaria por Barcelona. No repitió candidatura en las elecciones de elecciones generales de España de noviembre de 2019 en favor de Juan Carlos Segura Just. A consecuencia de sus ideas y adscripción política sufrió el ostracismo del Ayuntamiento de Montcada i Reixach, que decidió retirar su nombre del plafón de ciudadanos ilustres.
El 20 de agosto de 2021 reapareció tras tres años apartado de los ruedos, incluyendo la convalecencia de una lesión en el hombro derecho, en San Lorenzo de la Parrilla con toros de Miura. En 2022 la Federación de Entidades Taurinas de Cataluña le rindió homenaje con una novillada junto a alumnos de la escuela taurina de Cataluña, en Alcalá de Xivert por ser la voz de los aficionados catalanes.